# Селіваново (Волховський район)
Селіваново (рос. Селиваново) — селище у Волховському районі Ленінградської області Російської Федерації.
Населення становить 943 особи. Належить до муніципального утворення Селівановське сільське поселення.

## Історія
Згідно із законом № 56-оз від 6 вересня 2004 року належить до муніципального утворення Селівановське сільське поселення.

## Населення
| 2007 | 2010 | 2017 |
| ---- | ---- | ---- |
| 1085 | ↘976 | ↘943 |